# Politický systém Jihoafrické republiky
Politický systém Jihoafrické republiky je určen ústavou schválenou roku 1996 s platností od února 1997. Jedná se o atypické uspořádání, který kombinuje prvky prezidentského a parlamentního systému. Prezident Jihoafrické republiky je zároveň hlavou státu i hlavou vlády a vrcholnou autoritou exekutivy, není však volen přímo, nýbrž parlamentem, který jej též může odvolat prostřednictvím vyslovení nedůvěry.
Jihoafrická republika se administrativně dělí na 9 zemí: Západní Kapsko, Severní Kapsko, Východní Kapsko, KwaZulu-Natal, Svobodný stát, Severozápadní provincie, Gauteng, Mpumalanga, Limpopo.

## Zákonodárná moc

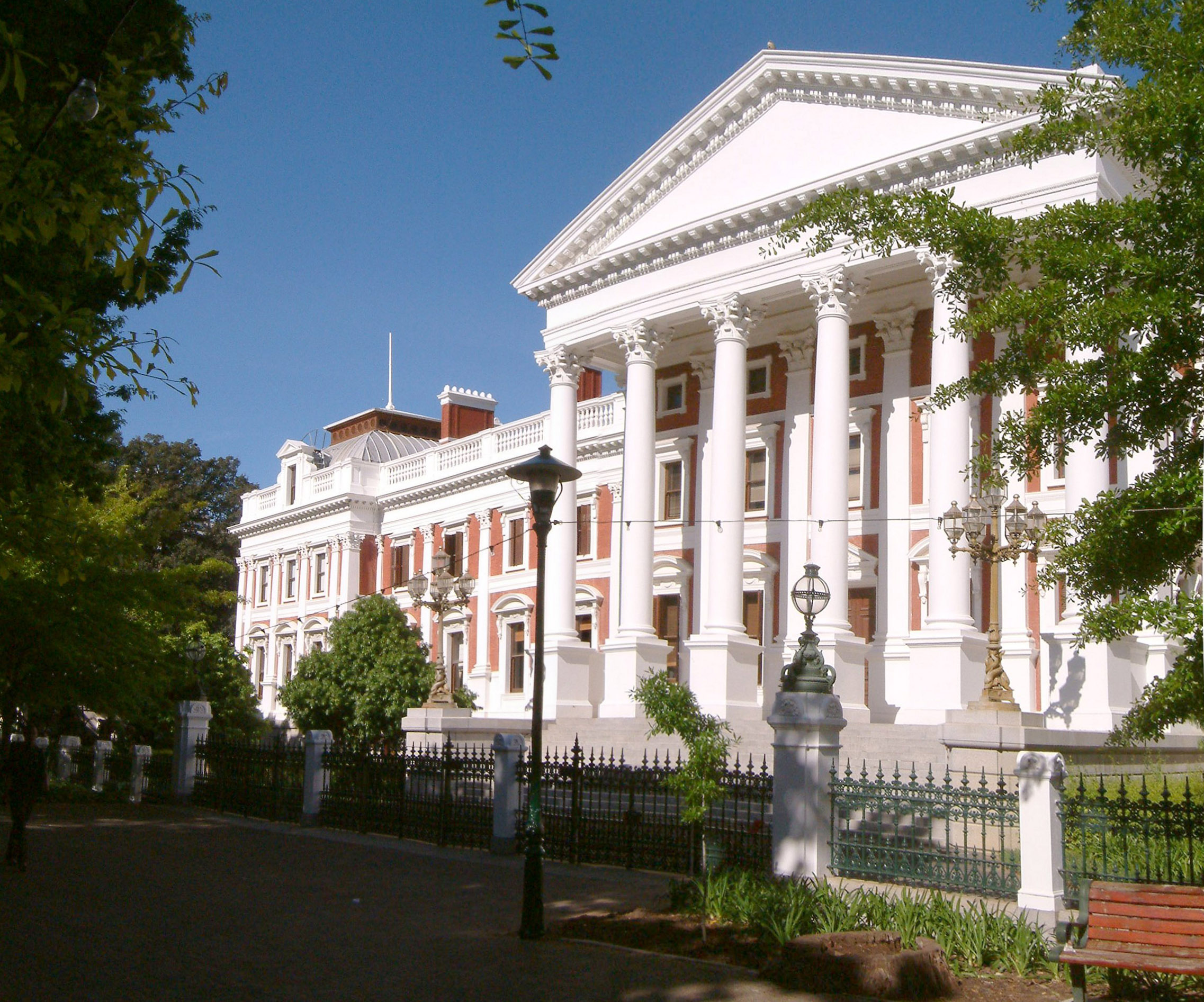
Sídlo parlamentu v Kapském městě

Zákonodárnou moc ústava svěřuje dvoukomorovému Národnímu parlamentu, který se skládá z Národního shromáždění, které má 400 členů, a Národní rady provincií, která má 90 delegátů. Národní shromáždění je voleno přímo prostřednictvím poměrného systému bez možnosti preferenčních hlasů, Národní rada provincií je volena nepřímo, kdy parlament každé ze zemí nominuje 10 delegátů. Volby do Národního shromáždění i do regionálních parlamentů probíhají vždy současně, volební období je 5 let a volební právo má každý občan starší 18 let. Od voleb roku 1994 je nejsilnější parlamentní stranou Africký národní kongres, nejsilnější opoziční stranou je pak Demokratická aliance
V roce 2023 byl přijat nový volební systém, který byl poprvé použit při volbách v květnu 2024. Dříve bylo všech 400 poslanců voleno v rámci jednoho volebního obvodu, po této změně je 200 poslanců voleno z federální kandidátky a 200 je voleno jednotlivých regionech.
Návrh zákona může předložit člen nebo výbor Národního shromáždění, člen vlády nebo jeho náměstek. Návrh se předkládá Národnímu shromáždění, po jeho schválení se postoupí Národní radě provincií, která může návrh schválit, zamítnout nebo vrátit s pozměňovacími návrhy. Zamítnutí nelze přehlasovat. Po schválení zákon podepisuje prezident.

### Poslední volby
- 29. května 2024

| Strana                          | počet hlasů | %     | Zvolených poslanců | Zvolených poslanců | Zvolených poslanců |
| Strana                          | počet hlasů | %     | Federálně          | Regionálně         | Celkem             |
| ------------------------------- | ----------- | ----- | ------------------ | ------------------ | ------------------ |
| Africký národní kongres         | 6459683     | 40,18 | 73                 | 86                 | 159                |
| Demkratická aliance             | 3505735     | 21,81 | 42                 | 45                 | 87                 |
| uMkhonto weSizwe                | 2344309     | 14,58 | 31                 | 27                 | 58                 |
| Bojovnci za ekonomickou svobodu | 1529961     | 9,52  | 17                 | 22                 | 39                 |
| Svobodná strana Inkatha         | 618207      | 3,85  | 8                  | 9                  | 17                 |
| Vlastenecká aliance             | 330425      | 2,06  | 5                  | 4                  | 9                  |
| Svobodná fronta Plus            | 21885       | 1,36  | 4                  | 2                  | 6                  |
| Akce SA                         | 192373      | 1,2   | 4                  | 2                  | 6                  |
| Ostatní strany (< 1%)           | 857475      | 5,44  | 16                 | 3                  | 19                 |
| Celkem                          | 16076719    | 100   | 200                | 200                | 400                |

## Výkonná moc

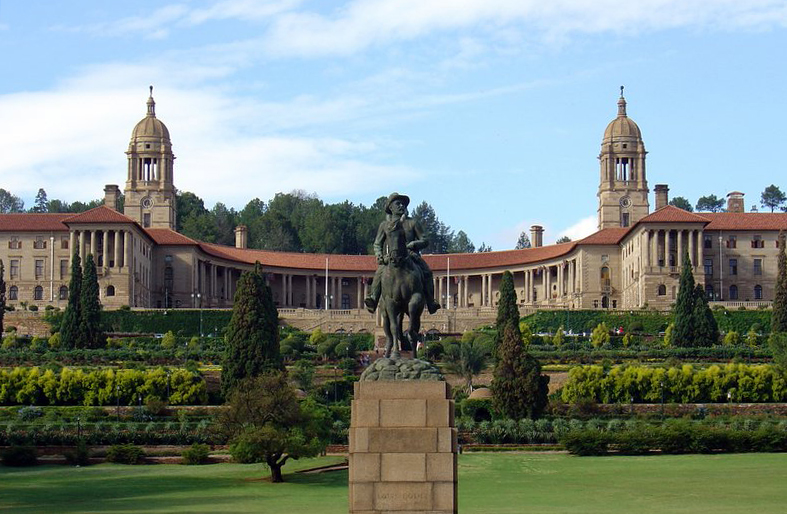
Sídlo prezidenta a vlády v Pretorii

Prezident je hlavou státu a rovněž hlavou národní exekutivy a předsedou vlády. Prezidenta volí Národní shromáždění z řad svých členů na svém prvním zasedání po volbách a pak kdykoliv se v průběhu volebního období uprázdní funkce, ne však později než 30 dnů po uprázdnění. Zvolením prezidentem zaniká členství v Národním shromáždění a do pěti dnů po zvolení se prezident ujme úřadu složením přísahy. Žádná osoba nemůže zastávat funkci prezidenta déle než dvě funkční období, ale když je osoba zvolena, aby zaplnila uvolněné místo v úřadu prezidenta, období mezi těmito volbami a příštími volbami prezidenta se nepovažuje za funkční období.
Mezi pravomoci prezidenta patří:
- podepisování schválených zákonů
- svolání Národního shromáždění, Národní rady provincií nebo obou komor k mimořádnému zasedání k projednání zvláštních záležitostí;
- jmenovaní a odvolávání vrcholných státních představitelů
- vyhlášení národního referenda;
- přijímání a uznávání zahraničních diplomatických a konzulárních zástupců;
- jmenování velvyslanců, zmocněnců a diplomatických a konzulárních zástupců;
- provádění a vymáhání vnitrostátních právních předpisů
- koordinace funkcí státních orgánů

### Poslední volby
- 22: května 2019
  - Předseda Afrického národního kongresu držícího většinu v parlamentu Cyril Ramaphosa byl zvolen bez protikandidáta

## Soudní moc

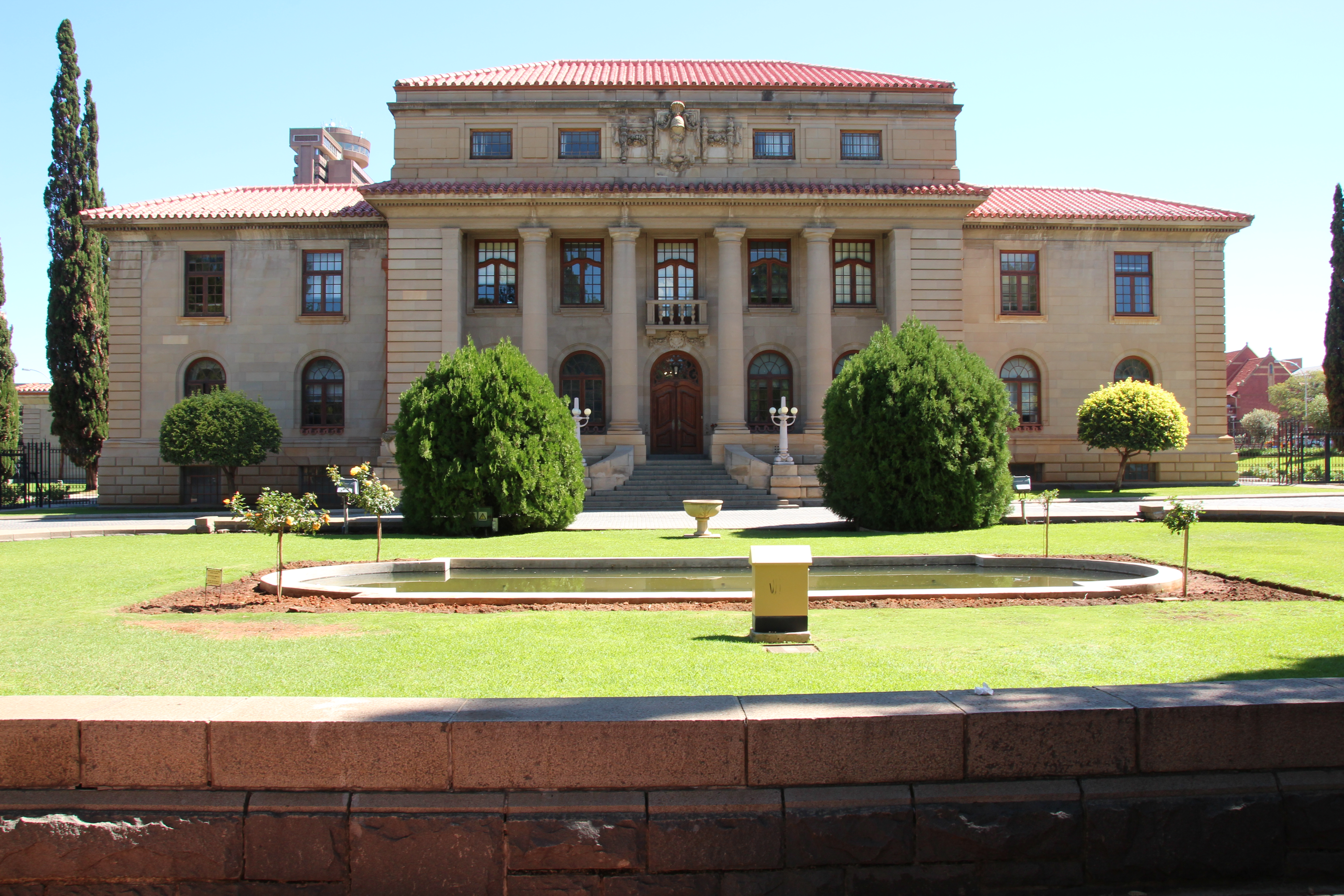
Sídlo nejvyššího odvolacího soudu v Bloemfonteinu

Nejvyššími orgány soudní moci jsou Nejvyšší odvolací soud (se sídlem v Bloemfonteinu) a Ústavní soud (se sídlem v Johannesburgu). Pod jejich jurisdikci spadají rovněž nejvyšší soudy a jiné lokální soudy.